# Ángel María Gianola
Ángel María Gianola   (José Batlle y Ordóñez, 3 d'octubre de 1926 - 31 de març de 2022) va ser un advocat i polític uruguaià. Pertanyia al sector herrerisme del Partit Nacional.

## Biografia
Graduat com a advocat a la Universitat de la República el 1953.
Va ser ministre d'Indústria i Treball del primer col·legiat blanc entre 1960-1963; posteriorment va ser senador entre 1967 i 1973, fins al cop d'estat del 27 de juny de 1973.
El 1984 es va postular com a diputat acompanyant la candidatura d'Alberto Zumarán, sense èxit. En el següent període, va ser ministre de l'Interior durant el govern de Luis Alberto Lacalle.

### Actuació com a ministre de l'Interior
En la seva darrera actuació ministerial, va tenir lloc un episodi violent el 24 d'agost de 1994, al voltant de l'hospital Filtro de Montevideo després que integrants del Moviment d'Alliberament Nacional-Tupamaros i altres manifestants es mobilitzessin per a impedir l'extradició de tres bascos cap a Espanya acusats de formar part de l'ETA. Gianola en conjunt amb el president Lacalle van decidir enviar a la policia de Montevideo. Aquests fets van deixar com a resultat un mort i desenes de ferits.

### Actuació posterior
Posteriorment es va retirar de la política.
El 2002, el rei Joan Carles I d'Espanya li va conferir per Reial Decret la Gran Creu de l'Ordre d'Isabel la Catòlica.